# Penicillium roqueforti
Penicillium roqueforti е гъба от род Penicillium.

## Описание
В природата е широко разпространена. В хранително-вкусовата промишленост се използва за получаването на т.нар. сирене „Рокфор“ и други видове синьо сирене. Именно синият цвят се дължи на спорите на Penicillium roqueforti.
Penicillium roqueforti вероятно се използва за производството на синьо сирене още от 79 г. сл. Хр.